# Мухаммад Ахлак Ахмад
Мухаммад Ахлак Ахмад (4 грудня 1971 — 25 листопада 2016) — пакистанський хокеїст на траві.
Бронзовий призер Олімпійських Ігор 1992 року.